# Thalassodes
Thalassodes är ett släkte av fjärilar. Thalassodes ingår i familjen mätare.

## Bildgalleri

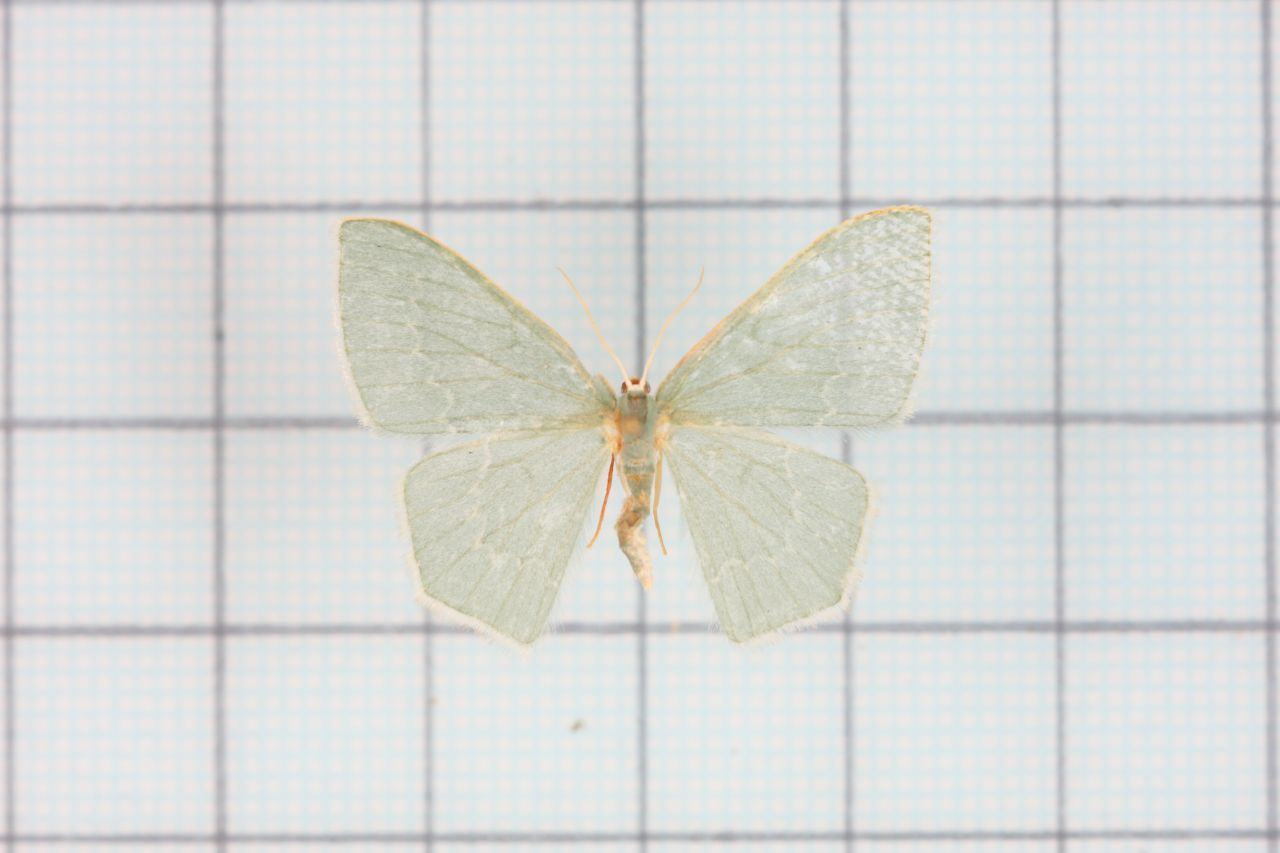

## Dottertaxa tillThalassodes, i alfabetisk ordning[1]
- Thalassodes acutipennis
- Thalassodes aequaria
- Thalassodes albifimbria
- Thalassodes albomaculata
- Thalassodes antiquadraria
- Thalassodes antithetica
- Thalassodes aptifimbria
- Thalassodes aucta
- Thalassodes baladensis
- Thalassodes byrsopis
- Thalassodes charops
- Thalassodes chlorinaria
- Thalassodes chloropis
- Thalassodes clarifimbria
- Thalassodes curiosa
- Thalassodes deloloma
- Thalassodes dentatilinea
- Thalassodes depulsata
- Thalassodes diaphana
- Thalassodes digressa
- Thalassodes dissepta
- Thalassodes dissita
- Thalassodes dorsilinea
- Thalassodes dorsipunctata
- Thalassodes effata
- Thalassodes falsaria
- Thalassodes figurata
- Thalassodes fiona
- Thalassodes flavifimbria
- Thalassodes floccosa
- Thalassodes furvifimbria
- Thalassodes gigas
- Thalassodes grammonota
- Thalassodes griseifimbria
- Thalassodes halioscia
- Thalassodes hypocrites
- Thalassodes hypoxantha
- Thalassodes hyraria
- Thalassodes immissaria
- Thalassodes implicata
- Thalassodes inconclusaria
- Thalassodes intaminata
- Thalassodes interalbata
- Thalassodes javensis
- Thalassodes leucoceraea
- Thalassodes leucospilota
- Thalassodes liquescens
- Thalassodes maipoensis
- Thalassodes microchloropis
- Thalassodes minor
- Thalassodes mohrae
- Thalassodes nivestrota
- Thalassodes opaca
- Thalassodes opalina
- Thalassodes ostracites
- Thalassodes pantascia
- Thalassodes pilaria
- Thalassodes progressa
- Thalassodes proquadraria
- Thalassodes pseudochloropis
- Thalassodes quadraria
- Thalassodes regressa
- Thalassodes retusa
- Thalassodes rhytiphorus
- Thalassodes ricinaria
- Thalassodes rubellifrons
- Thalassodes sapoliaria
- Thalassodes saturata
- Thalassodes scrutata
- Thalassodes semihyalina
- Thalassodes subquadraria
- Thalassodes subreticulata
- Thalassodes subviridis
- Thalassodes tanymelea
- Thalassodes timoclea
- Thalassodes umbrimedia
- Thalassodes unicolor
- Thalassodes veraria
- Thalassodes viridicaput
- Thalassodes viridifascia
- Thalassodes viridimargo
- Thalassodes vivida
- Thalassodes zebrata
- Thalassodes zothalmia